# Норстен, Фабиан
Фабиан Норстен (швед. Fabian Norsten; род. 11 июля 2000, Стокгольм) — шведский гандболист, вратарь, выступает за гандбольный клуб «Ольборг» и сборную Швеции по гандболу. Чемпион Европы 2022 года.

## Карьера

### Клубная
Фабиан Норстен сначала играл в Швеции за «Хаммарбю», а с 2019 года за «Скёвде». В 2022 году перешел в немецкую Бундеслигу в клуб «Гуммерсбах». Через сезон покинул Германию и перебрался в датский клуб «Ольборг». В 2024 году вместе с датской командой вышел в финал Лиги чемпионов, где клуб уступил «Барселоне». Вместе с Ольборгом выиграл чемпионат Дании в 2024 году.

### Международная карьера в сборной
Фабиан выиграл чемпионат Европы среди юношей до 18 лет в составе молодежной сборной Швеции и был включен в состав команды всех звезд турнира.
С 2022 года привлекается в состав национальной сборной Швеции.
На чемпионате Европы 2022 года в финале шведы победили испанцев и стали чемпионами Европы. Норстен был привлечён в команду в последний момент в качестве запасного вратаря, но так и не сыграл ни одного матча. В марте 2022 года официально дебютировал в игре против Польши.